# حوادث توزيع المساعدات في رفح
منذ 27 مايو/أيار 2025، قُتل وجُرح مئات الفلسطينيين بنيران إسرائيلية في الغالب أثناء اقترابهم من موقع توزيع مساعدات أقيم حديثًا في رفح في قطاع غزة، والذي تديره مؤسسة غزة الإنسانية المدعومة من الولايات المتحدة. بدأت الحوادث في اليوم الأول من عمليات مؤسسة الهلال الأحمر الفلسطيني، بعد حصار إسرائيلي دام 11 أسبوعًا منذ أوائل مارس 2025، والذي أدى إلى تقييد المساعدات الإنسانية المقدمة إلى غزة بشكل كبير، مما أدى إلى تفاقم الأزمة الإنسانية في غزة. وبحسب وزارة الصحة في غزة، قُتل أكثر من 200 فلسطيني أثناء محاولتهم الوصول إلى مناطق توزيع المساعدات.

## خلفية
تم تسجيل مؤسسة غزة الإنسانية (GHF) في كل من ديلاوير، الولايات المتحدة، وجنيف، سويسرا، في فبراير 2025، ووصفتها هيئة الإذاعة البريطانية بأنها تهدف إلى توفير "بديل للأمم المتحدة باعتبارها المورد الرئيسي للمساعدات" إلى غزة. وتحظى المؤسسة بدعم كل من إدارة ترامب والحكومة الإسرائيلية.
وبسبب نقاط التفتيش الإسرائيلية المؤدية إلى غزة والتي سبقت هجمات السابع من أكتوبر/تشرين الأول، سيطرت الحكومة الإسرائيلية وقوات الاحتلال الإسرائيلية على دخول المساعدات الإنسانية إلى غزة، مع تعطيل توصيل المساعدات عدة مرات على مر السنين، إما عن طريق الحصار الذي تفرضه الحكومة الإسرائيلية أو الإجراءات المدنية الإسرائيلية. منذ الثاني من مارس/آذار 2025، لم يُسمح إلا بقدر ضئيل للغاية من المساعدات الإنسانية بدخول غزة، وسط مخاوف من حدوث مجاعة في غزة بسبب التصنيف المتكامل لمرحلة الأمن الغذائي (IPC). كما أن المزاعم الإضافية التي وجهتها إسرائيل والولايات المتحدة بأن حماس تسرق المساعدات، والتي نفتها الحركة، أعاقت أيضاً توزيع المساعدات الإنسانية. بدأت مؤسسة التمويل الإنساني عملياتها في 26 مايو 2025 في مركز توزيع جديد في رفح.
يتم تأمين مواقع مؤسسة غزة الإنسانية من قبل مقاولين أمريكيين، وخاصة شركة حلول الوصول الآمن (SRS)، مع قيام القوات الإسرائيلية بدوريات في محيط الموقع. تحتوي هذه المواقع على أسوار شبكية ترشد الفلسطينيين إلى هياكل تشبه القواعد العسكرية محاطة بسواتر رملية كبيرة. ومن المتوقع أن يخضع الفلسطينيون لفحص الهوية والتحقق من تورطهم مع حماس قبل الحصول على الغذاء. وقد أدانت الأمم المتحدة خطة صندوق الإغاثة الإنسانية العالمي وأصرت على أنها لن تعمل مع أي خطة تفشل في دعم المبادئ الإنسانية، حيث قال المتحدث باسمها أن "العملية كانت بمثابة "صرف للانتباه عما هو مطلوب فعلياً" وحثت إسرائيل على إعادة فتح جميع المعابر".

## الحوادث

### 27-28 مايو
في 27 مايو 2025، بدأت مؤسسة الإغاثة الإنسانية العالمية بتوزيع المساعدات في مركز توزيع في تل السلطان في رفح تحت إشراف جيش الاحتلال الإسرائيلي. وتجمع آلاف الفلسطينيين للحصول على المساعدات الغذائية. وأدى حجم الحشد، الذي ضم نساء وأطفالا، إلى حالة من الفوضى حيث تسلق الناس الأسوار واندفعوا عبر الممرات المزدحمة للوصول إلى الإمدادات. وبحسب مؤسسة التضامن العالمية، فإن الفوضى أدت إلى الانسحاب المؤقت للقوات الأميركية من المجمع، مما سمح لبعض سكان غزة "بأخذ المساعدات بأمان والخروج".
أفاد مكتب الإعلام الحكومي في غزة أن الدبابات الإسرائيلية فتحت النار على الحشد، مما أسفر عن مقتل ثلاثة أشخاص على الأقل وإصابة 48 آخرين، ووصفها بأنها "مجزرة متعمدة" و"جريمة حرب كاملة الأركان". وتم تحديث العدد لاحقًا إلى 10 قتلى و62 جريحًا. ونفى جيش الاحتلال الإسرائيلي إطلاق النار على الفلسطينيين، قائلاً إنه أطلق "طلقات تحذيرية" في منطقة خارجية للسيطرة على الوضع. وقد نفى متحدث باسم الأمم المتحدة الرواية الإسرائيلية، قائلاً إن "معظم المصابين أصيبوا بطلقات نارية" من قبل جيش الاحتلال الإسرائيلي.
وأظهرت مقاطع فيديو متداولة أشخاصاً يركضون بعيداً عن مركز التوزيع في حالة من الذعر بينما يسمع إطلاق نار في المسافة. كما تظهر أيضًا طائرة هليكوبتر عسكرية تطلق الصواريخ من السماء.
وفي 28 مايو/أيار، أعلن مكتب الإعلام الحكومي في غزة أن قوات الاحتلال الإسرائيلية قتلت عشرة مدنيين وأصابت 62 آخرين خلال الـ48 ساعة الماضية في موقع توزيع المساعدات. وفي 31 مايو/أيار، قُتل ثلاثة فلسطينيين في رفح أثناء محاولتهم الوصول إلى مركز توزيع المساعدات، وفقاً لمصادر طبية فلسطينية. وفي الوقت نفسه، أعلنت وزارة الصحة في غزة أن حصيلة القتلى في مركز توزيع المساعدات في رفح ارتفعت إلى 17 قتيلاً و86 جريحاً و5 مفقودين.

### يونيو
في الأول من يونيو 2025، قتلت قوات الاحتلال الإسرائيلية 32 مدنياً وأصابت أكثر من 250 آخرين في مركز المساعدات في رفح. وقالت جمعية الهلال الأحمر الفلسطيني إن طواقمها الطبية أنقذت 23 قتيلاً فلسطينياً على الأقل و23 جريحاً آخرين من المنطقة. وبحسب قسم الطوارئ في مستشفى ناصر، فقد وصل إلى المستشفى 150 مصابًا و28 جثة. وزعمت مؤسسة الصمود الإنسانية في ردها أن هذه التقارير "غير صحيحة" و"مختلقة" من قبل حماس، ونشرت لقطات من كاميرات المراقبة الأمنية غير المؤرخة والتي تظهر أجواء هادئة لدعم ادعاءاتها. كما وصفت قوات الاحتلال الإسرائيلية هذه التقارير بأنها "كاذبة"، نافية أنها أطلقت النار "داخل أو بالقرب" من مركز توزيع المساعدات، ونشرت مقطع فيديو من طائرة بدون طيار زعمت أنه يظهر عملية نهب غير ذات صلة في خان يونس، حيث ألقى مسلحون فلسطينيون الحجارة وأطلقوا النار على المدنيين المتجهين لجمع المساعدات. وفي هذه الأثناء، قالت وزارة الصحة في غزة ومسؤولو المستشفى وعدد من الشهود إن إسرائيل مسؤولة عن إطلاق النار على رفح. قالت منظمة أطباء بلا حدود إن مرضاها في مستشفى ناصر "أفادوا بتعرضهم لإطلاق نار من جميع الجهات من قبل طائرات بدون طيار ومروحيات وقوارب ودبابات وجنود إسرائيليين". ووجدت مراجعة أجرتها شبكة سي إن إن، استنادًا إلى شهادات شهود عيان وأدلة فيديو وتحليلات خبراء، أن الطلقات النارية أطلقها على الأرجح الجيش الإسرائيلي في موقع تعمل فيه منظمة أطباء بلا حدود. أشارت حسابات وسائل التواصل الاجتماعي المؤيدة للفلسطينيين إلى حادثة الأول من يونيو باسم " مذبحة ويتكوف "، في إشارة إلى المبعوث الأمريكي إلى الشرق الأوسط ستيف ويتكوف الذي أيد خطة إسرائيل للسيطرة على تسليم المساعدات في غزة.
تم الادعاء في البداية أن لقطات ما بعد الضربة وقعت بالقرب من مركز المساعدة، ولكن تم تحديدها لاحقًا بواسطة BBC Verify على أنها ضربة لم يتم الإبلاغ عنها سابقًا لقوات الاحتلال الإسرائيلية، على بعد 4.5 كم من مركز المساعدة، في المواصي في 1 يونيو 2025، والتي أخبرت قوات الاحتلال الإسرائيلية بي بي سي أنها "ضربت منطقة المواصي عن طريق الخطأ" بالمدفعية التي "انحرفت" بعد "أخطاء تقنية وعملياتية".
وفي الثاني من يونيو/حزيران، أعلن مكتب الإعلام الحكومي في غزة أن ثلاثة أشخاص قُتلوا وجُرح 35 آخرون بنيران قوات الاحتلال الإسرائيلية بالقرب من مركز المساعدات، حيث زعمت قوات الاحتلال الإسرائيلية أن قواتها أطلقت النار على المشتبه بهم الذين كانوا يقتربون منها. وذكرت أيضًا أن 75 شخصًا قُتلوا وأصيب أكثر من 400 آخرين منذ 27 مايو على يد جيش الاحتلال الإسرائيلي.
في 3 يونيو/حزيران، قُتل ما لا يقل عن 27 مدنياً وأصيب 161 آخرون بعد أن أعلن الجيش الإسرائيلي أن قواته فتحت النار على مجموعة من الأفراد الذين غادروا طرق الوصول المخصصة بالقرب من مركز التوزيع في رفح. وفي الوقت نفسه، أفادت اللجنة الدولية للصليب الأحمر عن إصابة 184 شخصًا. وفي الوقت نفسه، أعلنت حماس أن 102 شخصًا على الأقل قُتلوا حتى الآن وأصيب أكثر من 490 آخرين أثناء سعيهم للحصول على المساعدة. وفي اليوم التالي، أعلن جيش الاحتلال الإسرائيلي جميع الطرق المؤدية إلى مراكز المساعدات "مناطق قتال"، مما أدى إلى إغلاق مراكز التوزيع لهذا اليوم.
وأعلنت مؤسسة غزة الإنسانية في وقت لاحق أنها ستغلق مواقع توزيع المساعدات في الرابع من يونيو/حزيران، حيث أعلن جيش الاحتلال الإسرائيلي الطرق المؤدية إليها كمناطق قتال. أعيد فتح المواقع في 5 يونيو.
وفي 6 يونيو/حزيران، قُتل ثمانية فلسطينيين وجُرح 61 آخرون بالقرب من مركز توزيع المساعدات في رفح. وارتفعت حصيلة القتلى بالقرب من مواقع توزيع المساعدات إلى 110 قتيلاً و583 جريحًا.
وأغلقت مؤسسة غزة الإنسانية مراكز المساعدات مرة أخرى في 7 حزيران/يونيو، متهمة حماس بتهديدها، وأعلنت أنها ستفتح أبوابها في اليوم التالي. ونفت حماس هذا الإدعاء. وفي اليوم نفسه، قُتل ستة فلسطينيين آخرين وأصيب عدد آخر برصاص القوات الإسرائيلية بالقرب من مركز توزيع المساعدات.
وفي الثامن من يونيو/حزيران، قال مسؤولون صحيون فلسطينيون إن ما لا يقل عن ثلاثة عشر شخصاً قُتلوا وأصيب 173 آخرون برصاص القوات الإسرائيلية في مركز توزيع المساعدات في رفح. وقال الجيش الإسرائيلي إنه أطلق طلقات تحذيرية على أشخاص قال إنهم مشتبه بهم تقدموا نحو قواته وتجاهلوا التحذيرات بالابتعاد لكنه لم يشاهد أي إصابات. وصلت إلى مستشفى ناصر في خانيونس 11 جثة، فيما وصلت إلى مستشفى العودة في جباليا جثة أخرى و29 مصاباً. وقال شهود عيان فلسطينيون إن القوات الإسرائيلية أطلقت النار عليهم عند دوار يبعد نحو كيلومتر واحد (نصف ميل) عن موقع يقع في مدينة رفح القريبة. وارتفع إجمالي عدد القتلى المدنيين في مراكز الإغاثة إلى 125 قتيلاً و736 جريحًا و9 مفقودين بحسب حماس.
وقد بدأ الناجون من عمليات القتل الجماعي المتكررة التي ارتكبت في مواقع التوزيع في الإشارة إلى العملية التي تدعمها إسرائيل باعتبارها فخاخًا أو مصائد موت بدلاً من المساعدات.
في يوم 9 يونيو، قُتل أربعة عشر مدنياً وجُرح أكثر من 99 آخرين بالقرب من موقع توزيع المساعدات، حيث اتهم الفلسطينيون قوات الاحتلال الإسرائيلية ومسلحين محليين متحالفين معها من القوات الشعبية بإطلاق النار عليهم. في هذه الأثناء، أعلنت مؤسسة غزة الإنسانية أنها أغلقت أحد مراكزها في تل السلطان بسبب الفوضى التي سببتها الحشود.
وفي 10 يونيو/حزيران، قُتل 36 مدنياً آخرين وأصيب 207 آخرون بالقرب من موقع توزيع المساعدات، وفقاً لوزارة الصحة في غزة. كان الضحايا يطلبون المساعدة قبل أن يطلق جيش الاحتلال الإسرائيلي "طلقات تحذيرية لإبعاد المشتبه بهم" تجاه أفراد زعم أنهم "شكلوا تهديدًا للقوات". وبحلول ذلك الوقت، قُتل ما لا يقل عن 163 شخصًا وجُرح 1495 آخرون أثناء محاولتهم تلقي المساعدة من مؤسسة الهلال الأحمر الفلسطيني.
وفي يوم 11 يونيو/حزيران، قُتل 25 شخصًا إضافيًا ليلًا بالقرب من مركز توزيع الأغذية التابع لمنظمة مؤسسة غزة الإنسانية. مرة أخرى، تزعم الحكومة الإسرائيلية أنها أطلقت طلقات تحذيرية على "المشتبه بهم"، في حين يزعم الدفاع المدني الفلسطيني أن قوات الجيش الإسرائيلي هي التي فتحت النار. كما قتل أربعة عشر آخرون بنيران قوات الاحتلال الإسرائيلي بالقرب من مركز طبي في مدينة غزة، بحسب مستشفى ناصر. في هذه المرحلة، ارتفع إجمالي الوفيات بالقرب من مراكز مؤسسة غزة الإنسانية إلى 223، مع ارتفاع إجمالي الإصابات إلى 1858. بلغ إجمالي عدد القتلى على يد جيش الاحتلال الإسرائيلي في 11 يونيو 60 شخصًا. وفي الوقت نفسه، اتهمت مؤسسة غزة الإنسانية حركة حماس بقتل ثمانية من عمال الإغاثة التابعين لها، وإصابة 21 آخرين، وربما أخذ بعضهم رهائن في هجوم على حافلة تقل أكثر من عشرين من موظفيها الفلسطينيين غربي خان يونس. زعمت قوة الشرطة التابعة لحركة حماس في قطاع غزة أن وحدة "سهم" التابعة لها قتلت 12 مسلحاً من قوات المقاومة الشعبية المدعومة من إسرائيل، ونشرت مقطع فيديو يظهر جثثهم. وفي الوقت نفسه، زعمت القوات الشعبية أنها قتلت خمسة من مسلحي حماس.
وفي 12 يونيو/حزيران، قُتل ستة وعشرون شخصًا آخرين في هجمات بطائرات بدون طيار إسرائيلية أثناء انتظارهم بالقرب من مراكز توزيع المساعدات. ارتفع إجمالي القتلى بالقرب من مراكز الإسعافات الأولية التابعة لمؤسسة الهلال الأحمر القطري إلى 245 وعدد الجرحى إلى 2152 حتى الآن.

## ردود الفعل
- الاتحاد الأوروبيفي اليوم التالي لحادثة 27 مايو، انتقدت مسؤولة السياسة الخارجية بالاتحاد الأوروبي كايا كالاس آلية المساعدات التي تديرها مؤسسة غزة الإنسانية، قائلة إنها لا تدعم "أي نوع من خصخصة توزيع المساعدات الإنسانية".[63]
- إسرائيل: اتهم المتحدث باسم الجيش الإسرائيلي، إفي ديفرين، حماس بـ"نشر الشائعات" و"محاولة منع سكان غزة بشكل صريح وعنيف" من الوصول إلى المساعدات.[64]
- الولايات المتحدة:اتهم السفير الأمريكي لدى إسرائيل مايك هاكابي وسائل الإعلام بـ"التغطية المتهورة وغير المسؤولة"، قائلاً إن "المصدر الوحيد لهذه القصص المضللة والمبالغ فيها والملفقة تماماً جاء من حماس".[29]

### المنظمات
- وأفادت منظمة أطباء بلا حدود أنها استقبلت أشخاصاً مصابين في الهجمات ووصفتها بأنها "مذبحة" وذكرت أنه "إلى جانب أوامر النزوح وحملات القصف التي تقتل المدنيين، فإن تسليح المساعدات بهذه الطريقة قد يشكل جرائم ضد الإنسانية".[65]

- قال الأمين العام للأمم المتحدة أنطونيو غوتيريش إنه "منزعج من التقارير التي تفيد بمقتل وإصابة فلسطينيين أثناء سعيهم للحصول على المساعدة" ودعا إلى إجراء تحقيق مستقل في مقتل الفلسطينيين.[64]
  - ودان المفوض العام للأونروا فيليب لازاريني الحادث ووصفه بأنه "غير كريم" و"غير آمن"، فضلاً عن كونه "صرفاً للانتباه عن الفظائع". كما انتقد جينز ليركه، المتحدث باسم مكتب تنسيق المساعدات التابع للأمم المتحدة، خطة صندوق الأمم المتحدة الإنساني باعتبارها "تصرف الانتباه عن ما هو مطلوب بالفعل، وهو إعادة فتح جميع المعابر إلى غزة، وتوفير بيئة آمنة داخل غزة، وتسريع تسهيل الحصول على التصاريح والموافقات النهائية على جميع الإمدادات الطارئة التي لدينا خارج الحدود مباشرة".[66]